# La Seiva Village
La Seiva Village es una villa de Trinidad y Tobago, que forma parte de la región de Tunapuna-Piarco.

## Geografía
La villa abarca parte de la isla Trinidad y limita al norte con Valley View, al sur con La Baja, al este con St. John's Village y al oeste con Gran Curucaye (localidad perteneciente a la región de Región corporativa de Sangre Grande).

## Demografía
Datos demográficos de la villa de La Seiva Village:
| Gráfica de evolución demográfica de La Seiva Village entre 2000 y 2011 |
|                                                                        |